# Can Rocamora
Can Rocamora és una masia de Montcada i Reixac (Vallès Occidental), catalogada com a bé cultural d'interès local.

## Història
El fabricant de sabó i espelmes Marc Rocamora i Pujolà va comprar l'antiga masia de Can Paiàs i  la va fer reformar com a torre d'estiueig, adaptant-la als gustos de principis del segle xx. El 2017, la plataforma Salvem el Pla de Reixac va impulsar una camapanya per a salvar-la, ja que es trobava abandonada i en mal estat.

## Descripció
L'edifici conserva la tipologia basilical de la masia amb un cos central en sobresortit i amb els laterals més baixos. El cos central té una teulada a dues vessants i els laterals d'una sola. La façana principal consta de planta baixa, pis i golfes. A la planta baixa hi ha una porta d'arc rodó amb motllura seguint la direcció de l'arc. Les finestres d'aquesta planta són treballades amb recuperacions neoclàssiques. Al pis s'observa presència d'elements neoclassicistes que són tractats individualment.
A les golfes hi ha tres obertures d'arc de mig punt. Sembla que a continuació del lateral esquerre, a nivell del pis, existia un cos cobert que actualment està enderrocat, segurament va ser una galeria coberta que sortia a la terrassa posterior. La casa es troba envoltada per una tanca de maó i arrebossada, la part superior de la qual té reixa de ferro. La portalada d'accés a l'interior del pati conserva la tipologia antiga de teuladeta de teules àrabs a dues vessants, porta rectangular d'arc rebaixat. A la dreta hi ha un cos auxiliar a manera de masoveria de línies rectes amb ressalts motllurats. L'element potser de més innovació és la torre mirador que s'aixeca a la part posterior on acaba el cos central sobresortit, és de forma quadrada amb teulada a quatre vessants de teules vidriades, negres i verdes, i una bola de coronament. Sota teulada i a cada una de les cares hi ha tres obertures d'arc de mig punt.
Hi ha quatre finestres: la primera té forma rectangular i està emmarcada seguint la tipologia gòtica-tardana amb un treball més repartit en tot el seu conjunt. Quant al treball de la llinda notem un tractament artístic del tardo-gòtic amb el retallat de trilobats i els capets esculturats en nombre de quatre, altres vegades són dos. Tot això inscrit dins un arc rodó amb esmotxadura del conopial. Com a capitells té unes petites boles amb elements de ziga-zaga decoratius; després seguint el treball de l'emmarcament que es troba motllurat acaba en una base de treball sobresortint de l'emmarcament i formant un feix de pinacles. Tornant a la part superior, tot l'arc abans descrit, es troba emmarcat per una motllura, més dins del gust renaixentista amb esmotxadura al centre i amb caps esculturats a la línia dels capitells i com si fos l'element sostenidor a títol de mènsules.
La segona finestra presenta un oportú exemple de la recuperació gòtica d'època ja tardana amb interpretacions novadores del primer Renaixement. És una finestra rectangular, més llarga que ample. Es troba emmarcada i amb l'ampit motllurat. Tot el conjunt és adossat al mur i segurament l'emmarcament no són pedres del mateix volum que les normalment utilitzades, sinó un treball sobre el mur. La pedra de la llinda es troba treballada formant les típiques ornamentacions i buidat del gòtic tardà. La tipologia és la d'un arc conopial amb variacions del trilobat gòtic, decoració vegetal i uns petits caps esculturats. La tipologia dels capitells com a elements sobresortints de la línia de façana, semblen coixins amb un treball estriat, que recorden potser als carreus que es disposaven a la façana dels edificis del Renaixement en alternança amb el carreu pla i llis.
La tercera finestra segueix la tipologia generalitzada al llarg de tota la façana, rectangular, més llarga que ample, emmarcada i amb ampit. El treball artístic se situa a la zona de la llinda que en aquest cas desenvolupa una finestra coronella d'estil gòtic. Es troba formada per dos arcs dins la varietat del trilobulat amb treball de traceria o calat en el seu interior; els arcs descansen sobre una columna alta i prima, característica d'aquestes finestres. Tot aquest conjunt es troba emmarcat per una motllura en ressalt que sobrepassa la línia dels capitells. Dessota es distingeix l'inicial R de Rocamora dins un element romboïdal a tall d'escut caironat -quadrat recolzat sobre un dels seus angles.
La quarta finestra és un dels exemples recuperats d'èpoques anteriors i que tingueren un gran ressò des de finals del segle xix fins a principis del XX. La finestra és en forma rectangular i amb emmarcament lateral. La seva artisticitat, com sempre, es troba a la part superior i sobrepassant la zona de la llinda. Ens trobem davant un desenvolupament típic de frontó: part inferior, després dels capitells, espai de l'entaulament dins del gust dòric (Partenó) amb l'alternança de tríglifs i relleus (mètopes); a la part superior el frontó triangular sobresortit i amb dentelat ornamental a l'intradós.
El frontó és l'element arquitectònic de coronament o acabament, gairebé sempre de forma triangular d'una façana o d'un pòrtic, i és característic dels temples i edificis clàssics. També es disposa sobre portals o finestres -com és aquest cas- com a element ornamental i també amb finalitat de protecció de la finestra. N'hi ha de circulars, truncats, etc.
Un suport de braç de ferro forjat, col·locat a una de les cantoneres que donen al pati davant de la façana principal, i dins el cos auxiliar-masoveria. La seva disposició clavada a la paret té una sortida de cartelament. El treball configura tot un tractament estilitzant de la fulla del card, acabat en cada una de les puntes de la fulla en forma de voluta. Aquest element, extret del món vegetal, fou molt emprat en tota l'ornamentació pre i modernista i en diferents tipus de materials: ferro, pedra, marbre, fusteria… Aquest tipus de braç fou utilitzat al llarg de l'Edat Mitjana i Renaixement, conservant la seva funcionalitat fins a l'època moderna. D'entre les seves utilitats, citem: penjador o fanal. Recordem que els fanals del Passeig de Gràcia de Barcelona, la part superior des d'on hi penja el fanal, té una tipologia acartelada amb la mateixa funció.
La barana està situada en els terrats com a motiu de defensa en el moment d'abocar-se. Malgrat estigui construïda d'obra, no s'hi representen les típiques balustres -columnetes tornejades o adornades amb motllures- sinó que a partir de la pròpia base del terrat, i sobre una cornisa motllurada en que acaba el mur, s'originen trams de barana amb treballs de traceria que s'alternen amb pilars rectangulars acabats en un element triangular com una teuladeta a dues vessants.
El treball de la traceria negòtica vol representar com la part superior d'un finestral d'arc en ogiva on a la part inferior s'inscriu un arc trevolat, i a la superior una composició de quatre arcs circulars (quadrifoli), ecuperació d'incidència gòtica, en aquells moments i actualment ho coneixem com neogòtic.

### Pous
A partir dels pous, distribuïts per tota la finca, es regulava el sistema de canonades que portaven l'aigua per a regar. Segurament quan els Rocamora varen restaurar la casa a principis de segle pensaren a distingir d'alguna manera els llocs de control de l'aigua.
La caseta del pou és un element circular de formigó que a partir d'una base de forma també circular però de diàmetre més ample es forma un cos de no gaire alçada arrodonit en la seva part superior i acabament en cúpula esfèrica. Des de la base fins al nivell de començament de la petita cúpula té revestiment -conservat en part- de rajola de València, blanca, de forma rectangular estreta i disposada per filades de manera vertical. A la cúpula revestiment de trencadís ceràmic de color blanc. Per a poder regular el sistema d'aigua, porta de ferro amb una decoració foradada de cercles concèntrics. Sobre la porta un voladís de protecció.